# Хам-Сира
Хам-Сира (Хамсара) — річка на сході Тиви, Росія, права притока Бій-Хема. Довжина 325 км. Площа басейну 19,4 тис. км². Протікає головним чином у межах Тоджинської котловини, у басейні багато озер. Середня витрата води 92,2 м³/с.